# هانس پیتر لنهوف
هانس پیتر لنهوف (انگلیسی: Hans-Peter Lehnhoff؛ زادهٔ ۱۲ ژوئیهٔ ۱۹۶۳) بازیکن فوتبال اهل آلمان است.
از باشگاه‌هایی که در آن بازی کرده‌است می‌توان به باشگاه فوتبال بایر ۰۴ لورکوزن، باشگاه فوتبال رویال آنتورپ، و باشگاه فوتبال کلن اشاره کرد.